# Solenopsis tetracantha
Solenopsis tetracantha es una especie de hormiga del género Solenopsis, subfamilia Myrmicinae.

## Distribución
Esta especie se encuentra en Argentina y Paraguay.